# Boulos Boutros Meouchi
Boulos Boutros Meouchi (Arabisch: بولس الثاني بطرس المعوشي; Boulos Boutros el-Meouchi, Meoushi) (Jezzine, 1 april 1894 - Beiroet, 11 januari 1975) was een patriarch van Antiochië van de Maronieten en geestelijk leider van de Maronitische Kerk en een kardinaal van de Katholieke Kerk.
Boulos Meouchi was een zoon van Assad Meouchi en Madeleine Maddoul. Zijn opleiding ontving hij aan het College de la Sagesse in Beiroet, aan het college van de Congregatie voor de Evangelisatie van de Volkeren te Rome en aan de Pauselijke Universiteit Gregoriana, eveneens te Rome. Op 17 december 1917 werd hij tot priester gewijd. Daarna was hij een aantal jaren pastoraal werkzaam voor de Maronieten in de Verenigde Staten van Amerika.
Op 29 april 1934 werd Meouchi benoemd tot bisschop van Tyrus. Zijn bisschopswijding vond plaats op 8 december 1934.   
Op 25 mei 1955 werd Meouchi door de bisschoppelijke synode van de Maronitische Kerk gekozen tot patriarch van Antiochië van de Maronieten, als opvolger van Antoun Boutros Arida die kort daarvoor was overleden. Meouchi voegde de naam Boutros (Petrus) toe aan zijn voornaam, conform het gebruik bij Maronitische patriarchen; volgens de overlevering was Petrus de stichter van de gemeente in Antiochië en de eerste patriarch aldaar. Boulos Boutros Meouchi nam deel aan het Tweede Vaticaans Concilie.
Tijdens het consistorie van 22 februari 1965 werd Boulos Boutros Meouchi als eerste Maroniet kardinaal gecreëerd. Hij kreeg - zoals gebruikelijk voor Oosters-katholieke patriarchen, als gevolg van het motu proprio Ad purpuratorum patrum collegium - de rang van kardinaal-bisschop zonder toekenning van een suburbicair bisdom.
Boulos Boutros Meouchi was van 1969 tot zijn overlijden tevens voorzitter van de synode van de Maronitische Kerk en van 1970 tot zijn overlijden tevens voorzitter van de vergadering van katholieke patriarchen en bisschoppen in Libanon.
- International Standard Name Identifier: 0000 0004 1718 5531
- Library of Congress Control Number: no2016000335
- Système universitaire de documentation: 223548820
- Virtual International Authority File: 305115078
- WorldCat: E39PBJxhfVFQwcWGcGCTHhhj4q